# 阳城、滹沱之战
阳城、滹沱之战，945年（后晋开运二年、契丹国会同八年）至946年，契丹灭后晋之战中，后晋军先在阳城（今河北省清苑县西南）之战以少胜多，然后在滹沱之战全军投降的战役。
945年初，契丹在榆林店（今河南省安阳市北）战败后退兵。晋出帝在定州集结兵力，准备转守为攻。三月，后晋北面行营都招讨使杜重威率大军北上，攻下泰州（今河北省清苑县）、满城（今河北省满城县北）、遂城（今河北省徐水县西北）三城，将契丹酋长没剌以下两千余人俘获。契丹皇帝耶律德光得知晋军前来，率八万铁鹞骑军向南反攻，依靠骑兵优势，野战追歼晋军，进取开封府。杜重威害怕而退兵，契丹在阳城将他追上。杜重威结阵，且战且退，南行十余里至白团卫村，被契丹军围住。后晋军被迫埋鹿角立寨防御，自傍晚东北风起，越来越大。耶德德光命令铁鹞骑军下马，拔开四面鹿角冲入晋军行寨，短兵相接。而后顺风纵火扬尘。后晋马步都监李守贞与马军右厢副排阵使药元福等出其不意逆风出战，率中军殊死冲杀，晋军相继奋击。契丹军大败，夺路而逃。李守贞命步兵拔除鹿角，追击败兵，契丹军从阳城东南，渡水北归。晋军退保定州。
阳城之役后，晋出帝轻敌，决定再次北伐。946年七月，后晋派宿卫禁軍北上与各军在广晋府（今河北省大名县东北）会师。十一月，杜重威统帅三十万大军再次北伐，抵达瀛州（今河北省河间市），被契丹军反击，退兵武强（今河北省武强县西南），想要南撤贝州（治清河，今河北省清河县西北）。契丹军从易州、定州，攻打恒州（治真定，今河北省正定县），追击晋军到中渡桥（正定东南滹沱河上）。晋将张彦泽与杜重威想要返回恒州，于是焚烧桥梁阻截。契丹军与晋军隔着滹沱河对阵，耶律德光暗中派萧翰从西山迂回晋军之后，断绝粮道、归路。十二月，晋将王清率军至恒州夺桥开道，杜重威不许大军继后，王清所辖二千人全部战死。晋军内外断绝，军中粮尽。十二月初八，杜重威派心腹部下前去契丹牙帐，表示投降，耶德德光假称许立杜重威为晋帝。十二月初十，杜重威归降，后晋北伐大军瓦解。